# Capela Anglicana do Recife
A Capela Anglicana do Recife, também referida como Holy Trinity Church (em português: Igreja da Santíssima Trindade), foi um templo religioso vinculado à Igreja da Inglaterra — e mais tarde à Igreja Episcopal Anglicana do Brasil — fundado em 31 de maio de 1838 na Rua da Aurora, logradouro da cidade do Recife, capital do estado brasileiro de Pernambuco.
Segunda capela anglicana do Brasil (após o templo do Rio de Janeiro), foi demolida em 1946 durante as obras de construção da Avenida Conde da Boa Vista. Situava-se onde hoje está localizado o edifício do Cinema São Luiz.

## História
A história do anglicanismo no Brasil inicia-se no século XIX, no contexto da transferência da corte portuguesa para o Brasil. Em 1810 Portugal e Inglaterra assinaram o Tratado de Comércio e Navegação, que permitiu a construção de capelas anglicanas em terras brasileiras, contanto que elas não tivessem a aparência de templos religiosos – não poderiam ter torres ou sinos – e não buscassem a conversão de cristãos católicos brasileiros.

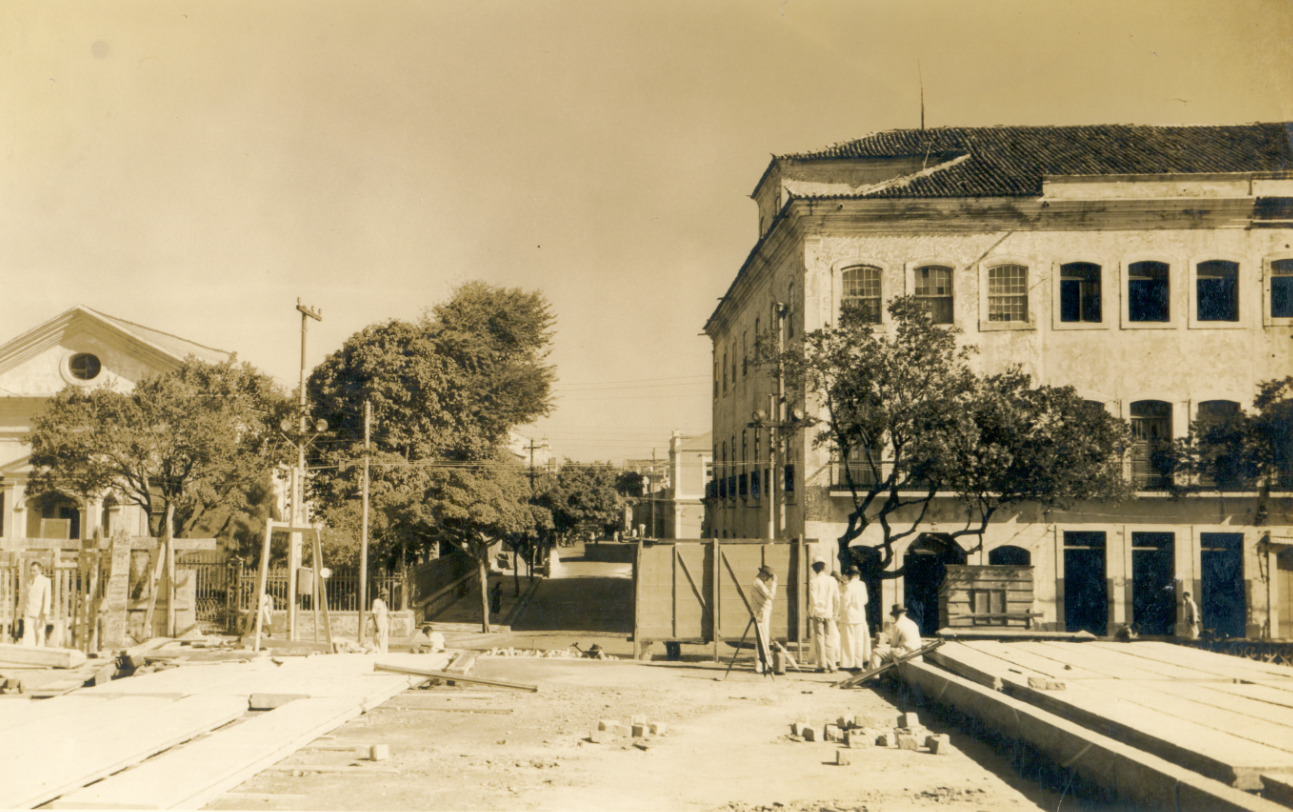
A capela e o antigo sobrado do jornal A Tribuna em 1943, três anos antes da demolição.

Em Pernambuco, os primeiros passos para a criação de um fundo inglês com propósitos religiosos e caritativos foram dados no ano de 1811. Três anos depois, em 1814, o governador Caetano Pinto de Miranda Montenegro, sob as ordens do Príncipe Regente, mandou demarcar em um lugar chamado Santo Amaro das Salinas "um terreno de 120 palmos de frente sobre 200 de fundo", desapropriando e doando aquela área ao Cônsul Inglês com a finalidade específica de ali ser construído um cemitério para servir à colônia inglesa do Recife. Nas proximidades existia o Lazareto de Santo Amaro, onde eram postos em quarentena os escravos recém-chegados da África, o que demonstra o relativo isolamento do lugar então escolhido. Por iniciativa dos próprios ingleses, entretanto, a área foi ampliada mediante a aquisição de terrenos vizinhos.
Em 1822, foi nomeado o primeiro capelão. Os cultos eram conduzidos em um prédio alugado, mas devidamente mobiliado para fins de adoração. Era suposto naqueles dias que uma capela protestante despertaria a hostilidade dos nativos; porém, como havia um projeto paralelo para a construção de um hospital, o plano original era combinar a capela com a instituição hospitalar, atraindo menos a atenção do público. No entanto, em 1829, todo esse medo havia desaparecido. Em um memorial endereçado pelos mercadores residentes ao Ministério das Relações Exteriores, foi declarado que os brasileiros "testemunhariam tal empreendimento com aprovação e respeito", isto é, a construção de um lugar apropriado de culto de acordo com os ritos da Igreja da Inglaterra. Em 1835, a permissão para construir foi obtida do governador, e a capela foi inaugurada três anos depois, em 31 de maio de 1838.